# Campagnatico
Campagnatico är en ort och kommun i provinsen Grosseto i regionen Toscana i Italien. Kommunen hade 2 369 invånare (2018).